# 铅烷
铅烷（英語：Plumbane，分子式：PbH4），又名四氢化铅，是铅的氢化物。它在热力学上十分不稳定，极容易失去氢原子，这导致了人们尚未能够充分深入地研究它的性质。铅烷的衍生物有四氯化铅（PbCl4）和四乙基铅（(CH3CH2)4Pb）等。

## 历史
长期以来，人们并不清楚铅烷是否能够被合成或是曾经被合成过； 不过在1963年的时候Saalfeld和Svec曾经通过质谱分析发现了PbH4+的碎片。 科学家曾多次使用哈特里－福克方程对分子式为MH4和MH2的氢化物进行相对论量子化学研究分析，其中的研究对象也包括了铅烷。

## 性质
铅烷是一种无色的不稳定气体，属碳族元素氢化物中最重及最不稳定的一种（该族元素的氢化物稳定性随着中心原子质量增大而减小）。 它具有正四面体的结构，铅原子与氢原子的平衡距离是1.73 Å。 在铅烷中氢的质量分数是1.91%，而铅的质量分数是98.09%。由于Pb-H键很弱，铅烷不同于该族其他氢化物——它没有同系物。

## 合成
早期对PbH4研究已经能够显示它相对于同族其他氢化物来说十分不稳定，且不能用与甲锗烷相同的方法制取。 在20世纪末开始有通过硝酸铅与硼氢化钠反应成功制得铅烷的报导。 后来的研究发现将铅化钠或镁铅合金用酸水解也能制取少量的铅烷。与该族其他氢化物一样，铅烷也是通过非新生态氢机理合成的。
在2003年，科学家通过激光烧蚀进一步研究了PbH4的性质，并且成功得到了它的红外光谱。

## 同族元素的氢化物
- 甲烷（CH4）
- 甲硅烷（SiH4）
- 甲锗烷（GeH4）
- 甲锡烷（SnH4）